# Синьцю
Синьцю́ (кит. упр. 新邱, пиньинь Xīnqiū) — район городского подчинения городского округа Фусинь провинции Ляонин (КНР).

## История
В 1958 году в этих местах был образован Район №3. В 1959 году он был переименован в Синьцю.

## Административное деление
Район Синьцю делится на 4 уличных комитетов и 1 посёлок.

## Соседние административные единицы
Район Синьцю граничит со следующими административными единицами:
- Район Тайпин (на юго-западе)
- Фусинь-Монгольский автономный уезд (с остальных сторон)